# Västbyn
Västbyn är en by i Offerdals socken, Krokoms kommun, Jämtland. Byn är belägen mellan Tulleråsen och Landön i socknens östra del. Länsväg Z 685 går från Bredbyn till Västbyn. 
Västbyn omnämns första gången år 1515 då en Jon i Vesterby omtalas. Västbyn är liksom Bredbyn, Offerdalsberg och Kälom en utpräglad jordbruksby, omgiven av skog.